# القطار الكهربائي الخفيف (مصر)
القطار الكهربائي الخفيف (بالإنجليزية: Light Rail Transit - LRT) أو القطار المكهرب أو قطار العاصمة في مصر هو خط قطار سكة حديد خفيف كهربائي لنقل الأفراد يمر بمحافظات القاهرة والقليوبية والشرقية ليربط بين المدن الجديدة شرق القاهرة (مدينة السلام والعبور ومدينة المستقبل والشروق وهليوبوليس الجديدة وبدر والعاشر من رمضان والروبيكي وحدائق العاصمة والعاصمة الإدارية الجديدة). يتقاطع القطار مع الخط الثالث لمترو الأنفاق في محطة عدلي منصور بمدينة السلام، ومع المونوريل في محطة مدينة الفنون والثقافة بالعاصمة الإدارية، ومع القطار الكهربائي السريع في المحطة المركزية بالعاصمة الإدارية.
افتتحت المرحلة الأولى منه بإجمالي عدد 11 محطة بالإضافة إلى محطة واحدة من المرحلة الثانية في 3 يوليو 2022. يعتبر القطار الكهربائي الخفيف أحد عناصر منظومة النقل النظيف باستخدام الطاقة الكهربائية في مصر والتي تتكون من (ترام الإسكندرية، مترو الإسكندرية، مترو القاهرة، المونوريل، القطار الكهربائي الخفيف، القطار الكهربائي السريع، الأتوبيس الترددي)

## ملكية الأصول
تنفصل ملكية أصول القطار عن الشركات المشغلة للخطوط. فالهيئة القومية للأنفاق هي الجهة المنوط بها الإشراف على تنفيذ مشروع القطار وهي التي يئول إليها ملكية أصول القطار وخطوطه.

## الشركة المشغلة
مُنح التزام تشغيل وإدارة القطار الكهربائي الخفيف إلى الهيئة المستقلة للنقل في باريس «آر.إيه.تي.بي.» أو اختصارا RATP متمثلة في «شركة آر.إيه.تي.بي. ديف كايرو للنقل» لمدة عشرون عاما طبقا لعقود الشراكة الموقعة بين الشركة الفرنسية والهيئة القومية للأنفاق.

## تمويل مشروع الإنشاء

### جهات التمويل الدولية
- بنك التصدير والاستيراد الصيني.

### اتفاقيات التمويل
- قرار رئيس الجمهورية رقم 661 لسنة 2019 بشأن الموافقة على اتفاقية قرض ائتمان المشترى بشروط تفضيلية لمشروع سكك حديد (العاشر من رمضان، مصر) بين حكومة جمهورية مصر العربية "وتمثله وزارة النقل" بصفتها المقترض وبنك الاستيراد والتصدير الصيني بصفته المقرض بمبلغ 461 مليون دولار أمريكي.[6]
- قرار رئيس الجمهورية رقم 652 لسنة 2024 بشأن الموافقة على الاتفاق الإطاري الخاص بتنفيذ المرحلة الثالثة من مشروع السكة الحديد العاشر من رمضان (LRT) بين حكومة جمهورية مصر العربية وحكومة جمهورية الصين الشعبية.

## المراحل
- المرحلة الأولى: من محطة عدلي منصور المركزية وحتى محطة مطار العاصمة بطول 65.63 كم وإجمالي عدد 11 محطة. افتتحت تلك المرحلة بالإضافة إلى محطة مدينة الفنون والثقافة من ضمن أعمال المرحلة الثانية في 3 يوليو 2022.[7]
- المرحلة الثانية: من بعد محطة مطار العاصمة حتي محطة مدينة الفنون والثقافة بطول 3.18 كم وإجمالي عدد 1 محطة.
- المرحلة الثالثة: داخل العاصمة الإدارية بطول 18.5 كم وإجمالي عدد 4 محطات.
- المرحلة الرابعة: داخل مدينة العاشر من رمضان بطول 16 كم وإجمالي عدد 3 محطات.[8][9]

## المحطات
تشمل جميع مراحل القطار 19 محطة موزعة كالآتي:
- بداية الخط (6) محطات

1. عدلى منصور «افتتحت في 3 يوليو 2022 ضمن أعمال المرحلة الأولى، تقع في مدينة السلام، وهي محطة ربط مع الخط الثالث لمترو الأنفاق وخط سكك حديد القاهرة/السويس».
2. العبور «افتتحت في 3 يوليو 2022 ضمن أعمال المرحلة الأولى». وتخدم مدينة العبور شمال طريق الإسماعيلية وجامعة مصر الدولية ومنطقة الهايكستب جنوب طريق الإسماعيلية.
3. المستقبل «افتتحت في 3 يوليو 2022 ضمن أعمال المرحلة الأولى». وتخدم جمعية عرابي شمال طريق الإسماعيلية مدينة المستقبل جنوب طريق الإسماعيلية.
4. الشروق «افتتحت في 3 يوليو 2022 ضمن أعمال المرحلة الأولى».
5. هليوبوليس الجديدة «نيو هليوبوليس» «افتتحت في 3 يوليو 2022 ضمن أعمال المرحلة الأولى».
6. بدر «افتتحت في 3 يوليو 2022 ضمن أعمال المرحلة الأولى، وهي محطة ربط مع خط سكك حديد القاهرة/السويس». وتخدم مدينة بدر وكل التجمعات السكنية الجديدة على محور جنيفا.

يتفرع بعدها مسار القطار شمالاً وجنوباً:
- شمالاً إلى مدينة العاشر من رمضان (5) محطات

1. المنطقة الصناعية «افتتحت في 3 يوليو 2022 ضمن أعمال المرحلة الأولى».
2. العاشر من رمضان (1) «افتتحت في 3 يوليو 2022 ضمن أعمال المرحلة الأولى».[12]
3. العاشر من رمضان (2) «تحت الإنشاء ضمن أعمال المرحلة الرابعة».
4. العاشر من رمضان (3) «تحت الإنشاء ضمن أعمال المرحلة الرابعة».
5. العاشر من رمضان (4) «تحت الإنشاء ضمن أعمال المرحلة الرابعة».[13]

- جنوباً إلى العاصمة الإدارية الجديدة (8) محطات

1. الروبيكي «افتتحت في 3 يوليو 2022 ضمن أعمال المرحلة الأولى». تخدم المجمعات الصناعية مثل مدينة الجلود.
2. حدائق العاصمة «بدر الجديدة» افتتحت في 3 يوليو 2022 ضمن أعمال المرحلة الأولى».
3. مطار العاصمة «افتتحت في 3 يوليو 2022 ضمن أعمال المرحلة الأولى».
4. مدينة الفنون والثقافة «افتتحت في 3 يوليو 2022 وهي من ضمن أعمال المرحلة الثانية، محطة ربط مع خط مونوريل العاصمة».
5. كاتدرائية ميلاد المسيح، تحت الإنشاء ضمن أعمال المرحلة الثالثة».
6. مركز القيادة الإستراتيجية/الأوكتاجون، تحت الإنشاء ضمن أعمال المرحلة الثالثة».
7. المدينة الرياضية، تحت الإنشاء ضمن أعمال المرحلة الثالثة».
8. المحطة المركزية، تحت الإنشاء ضمن أعمال المرحلة الثالثة، وهي محطة ربط مع القطار الكهربائي السريع».[14][15]

## التذاكر والاشتراكات

### التذاكر
تصدر التذاكر إما يدويا عن طريق شباك التذاكر أو آليا من خلال ماكينات إصدار التذاكر الآلية.
بدأ تسعير تذاكر القطار مع بداية افتتاحه كالتالي:
- 3 محطات: 15 جنيه.
- 6 محطات: 20 جنيه.
- 9 محطات: 25 جنيه.
- 12 محطات: 35 جنيه.[7]

خفضت أسعار التذاكر في 17 سبتمبر 2022 لتصبح:
- 3 محطات: 10 جنيه.
- 7 محطات: 15 جنيه.
- أكثر من 7 محطات: 20 جنيه.[17]

### الاشتراكات الشهرية
بدأت أسعار الاشتراكات الشهرية كالتالي:
- 3 محطات: 300 جنيه.
- 5 محطات: 500 جنيه.
- 7 محطات: 700 جنيه.[18]

في 23 فبراير 2023 تم تخفيض أسعار الاشتراكات الشهرية لتصبح:
- 3 محطات: 300 جنيه.
- 5 محطات: 500 جنيه.
- 7 محطات: 600 جنيه.[19]

## زمن التقاطر
بدأ زمن التقاطر بين القطارات بمدة 30 دقيقة، تم تخفيضها لاحقا إلى 20 دقيقة ثم إلى 15 دقيقة.

## النقل المكمل
تخدم محطات القطار حافلات خاصة مكيفة لنقل الركاب من المحطات إلى داخل المدن التي يخدمها القطار والعكس، وتعمل الحافلات من الساعة 7:30 صباحاً حتى 12 منتصف الليل، بمعدل حافلة كل 20 دقيقة وبسعر 6 جنيهات. كما تتوافر أماكن انتظار سيارات بجانب المحطات يمكن ترك السيارات الخاصة بها لحين العودة من الرحلة.